# Suspended Animation (альбом Джона Петруччи)
| Оценки критиков | Оценки критиков |
| Источник        | Оценка          |
| --------------- | --------------- |
| All About Jazz  | Neutral         |

«Suspended Animation» (рус. «Анабиоз») — сольный студийный альбом американского гитариста Джона Петруччи, лидера прогрессив-метал группы Dream Theater. Альбом вышел в 2005 году на инди-лейбле Sound Mind Music. Композиции «Glasgow Kiss» и «Damage Control» были сыграны в туре G3 и вошли в концертный альбом G3: Live in Tokyo, который вышел на DVD в 2005 году. 

## Критический приём
Марк Саббатини в интернет-журнале All About Jazz дал альбому «Suspended Animation» несколько сдержанную оценку, критикуя «коммерческий», по его мнению, саунд некоторых композиций. Тем не менее, он отметил безупречную гитарную игру Петруччи и тон его гитары, который он описал как «ясный и чёткий даже в моменты высокой скорости игры» и поставил его работу в один ряд с работами других выдающихся гитаристов, его современников. Критик также выделил композиции «Animate-Inanimate», «Wishful Thinking» и «Damage Control» как наиболее волнующие моменты альбома.

## Список композиций
На некоторых изданиях альбома композиция «Curve» разделена на два отдельных трека — № 6 и № 7, а композиции «Lost Without You» и «Animate-Inanimate» там представлены в виде треков № 8 и № 9 соответственно. Правильный трек-лист, без вышеуказанных аномалий, приведён ниже.
Вся музыка написана Джоном Петруччи.
| №                   | Название            | Длительность |
| ------------------- | ------------------- | ------------ |
| 1.                  | «Jaws of Life»      | 7:29         |
| 2.                  | «Glasgow Kiss»      | 7:48         |
| 3.                  | «Tunnel Vision»     | 6:35         |
| 4.                  | «Wishful Thinking»  | 7:28         |
| 5.                  | «Damage Control»    | 9:15         |
| 6.                  | «Curve»             | 6:22         |
| 7.                  | «Lost Without You»  | 4:56         |
| 8.                  | «Animate-Inanimate» | 11:38        |
| Общая длительность: | Общая длительность: | 61:31        |

## Персонал
- Джон Петруччи — гитара, продюсирование
- Дэйв ДиКенсо — ударные (кроме 3)
- Тони Вердероса — барабаны (трек 3), ремиксы
- Дэйв ЛаРу[англ.] — бас (кроме 3)
- Тим Лефевр[англ.] — бас (трек 3)
- Дуг Оберкирхер — инжиниринг
- Стив Харди — инжиниринг
- Кевин Ширли[англ.] — миксинг
- Хоуи Вайнберг[англ.] — мастеринг